# Juan de Arsuf
Juan de Ibelin (1211-1258) fue señor de Arsuf desde 1236 y Condestable de Jerusalén desde 1251. Era el hijo menor de Juan I de Beirut. Su hermano mayor, Balian, heredó de este el Señorío de Beirut. Juan Se desempeñó como regente de Jerusalén en dos ocasiones: 1253-1254 bajo el imperio de Conrado II y 1256-1258 para el emperador Conrado III. Fue teniente de la regencia en tres ocasiones: 1247-1248 y 1249-1252 con el Rey Enrique I de Chipre y 1258 para la Reyna Plaisance de Antioquía. En el año de 1241, Juan ordenó que todas las fortificaciones de Arsuf fueran reforzadas debido a la presencia de rebeliones contra el emperador, Juan fue el responsable junto con Felipe de Montfort y Godofredo de Estraing, de enviar una carta al emperador Federico II, regente nominal de Jerusalén, para que este perdonara a los barones rebeldes y estos a cambio reconocerían la autoridad del emperador hasta que el Rey Conrado II alcanzara la mayoría de edad, el emperador Federico II rechazó de plano tal solicitud. Juan, al ser un estudioso del Derecho y usando argumentos jurídicos que su padre había ya usado a lo largo de su vida, convocó en febereo de 1251, después de convertirse en teniente de Jerusalén en nombre de Enrique de Chipre, a un consejo de vasallos en el palacio de los señores de Beirut, miembros también de la familia de Ibelín, en dicho consejo propuso que los tribunales emplearan escribas para llevar un registro por escrito en el idioma francés y que la corte de Jerusalén hiciera lo mismo, sellando tales registros en un cofre bajo llave, repartiendo las llaves del mismo al Regente o su lugarteniente y a dos vasallos especialmente escogidos, en dicho consejo se aceptaron las reformas propuestas por Juan, siendo promulgada la reforma en la corte burgués en 1269 y más tarde en 1286, se promulgó en la alta corte de Jerusalén

## Las cruzadas
La séptima cruzada que tuvo lugar de 1248 a 1254 y estuvo liderada por Luis IX de Francia, atrajo numerosos soldados musulmanes fuera de Palestina, Juan encabezó una expedición que terminaría en una batalla contra Bethsan a principios de 1250, en dicha batalla un campamento fue totalmente destruido y capturaron dieciséis mil animales y a un emir. Juan se involucró en otras batallas de menor envergadura durante las cruzadas, sin que se conozca el resultado de todas ellas.

## Regreso a Acre
A su regreso a Acre, en el año 1252, Juan fue el responsable de la creación de dos nuevas salas de atención en el complejo hospitalario y la construcción de una nueva carretera pública. En 1253 Juan sucedió a Enrique de Chipre como regente, durando en el cargo solo algunos meses hasta 1254, en 1256 fue nombrado regente nuevamente por el emperador Conrado III. En 1257 logró un tratado con la ciudad de Ancona, estableciendo que daría Acre una ayuda de 150 soldados durante dos años, Juan intento llevar a los feudatarios que no tenían experiencia militar, esto a pesar de que Ancona era un aliado de la República de Génova en su lucha contra la República de Venecia en la guerra de San Saba, el plan de Juan fracasó y tras un golpe de Estado fraguado por Juan de Jaffa y su sobrino Juan II de Beirut, Plaisance de Antioquía fue hecha regente en nombre del rey Hugo III de Chipre. Juan aceptó el golpe de Estado y se reconcilió con Plaisance. En 1258 negoció un tratado con las órdenes militares, los Hospitalarios, Templarios y Caballeros Teutónicos, que reguló su relación, teniendo éxito como regente hasta su muerta en 1258, su hijo Balian de Ibelín le sucedió como Señor se Arsuf.